# Эриксен, Кристиан Фридо Экхард
Кристиан Фридо Экхард Эриксен (нем. Christian Friedo Eckhard Erichsen; 1867—1945) — немецкий ботаник и лихенолог.

## Биография
Кристиан Эриксен родился 18 октября 1867 года в деревне Книфциг близ Рапштедта в провинции Шлезвиг-Гольштейн. В 1870 году семья Эриксена переехала во Фленсбург, где Кристиан получал начальное образование. Затем Эриксен учился в Кильском университете.
В 1889 году Эриксен стал членом Гамбургского общества естественной истории. С 1890 года он работал школьным учителем в Гамбурге. В свободное время он занимался изучением местной флоры, в особенности, видами рубуса. В 1891 году он стал одним из членов-основателей Гамбургского ботанического общества.
Примерно в 1903 году Эриксен решил посвятить свою жизнь изучению лишайников. Он издал множество публикаций по лишайникам северной Германии, в 1913 году посетил Швецию, в 1926 — Финляндию, в 1930 — Норвегию, в 1942 — Данию. Наибольший интерес для Эриксена представляло семейство Пертузариевые.
В 1931 году Кристиан Эриксен ушёл на пенсию. С этого времени всё его время занимала подготовка к изданию монографии флоры лишайников северо-западной Германии. 27 июля 1945 года он скончался, не окончив эту работу, завершённую другими учёными и выпущенную в 1957 году.

## Некоторые научные публикации
- Erichsen, C.F.E. Beiträge zur Flechtenflora der Umgegend von Hamburg und Holsteins (нем.) // Verhandlungen des Naturwissenschaftlichen Vereins in Hamburg ser. 3. : magazin. — 1905. — Bd. 13. — S. 44—104.
- Erichsen, C.F.E. Die Flechten von Kullen in Schweden (неопр.) // Verhandlungen des Naturwissenschaftlichen Vereins in Hamburg ser. 3.. — 1913. — Т. 21. — С. 25—94.
- Erichsen, C.F.E. Pertusariaceae // Dr. L. Rabenhorst's Kryptogamenflora von Deutschland. — 1936. — Vol. 9. — P. 319—728.
- Erichsen, C.F.E. Flechten von Nordwestdeutschland. — 1957. — 411 p.

## Некоторые виды, названные в честь К. Эриксена
- Dermatocarpon erichsenii Servít, 1952
- Nesolechia erichsenii Räsänen, 1934
- Ochrolechia erichsenii Hafellner & Türk, 2001, nom. nov.
- Rubus erichsenii H.E.Weber, 1973
- Thelidium erichsenii Keissl., 1936
- Verrucaria erichsenii Zschacke, 1928